# Akademietheater (Wien)

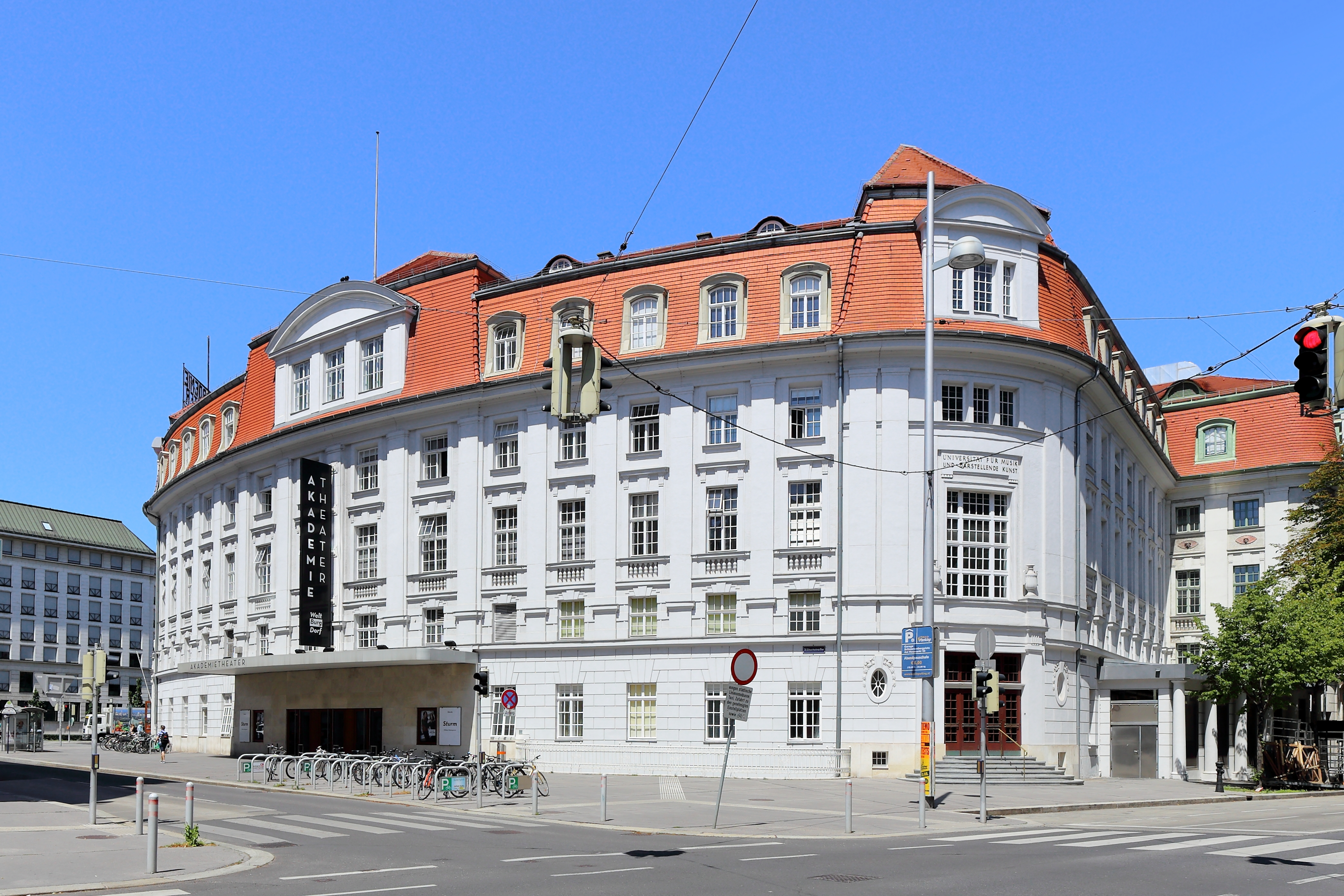
Südansicht des Akademietheaters

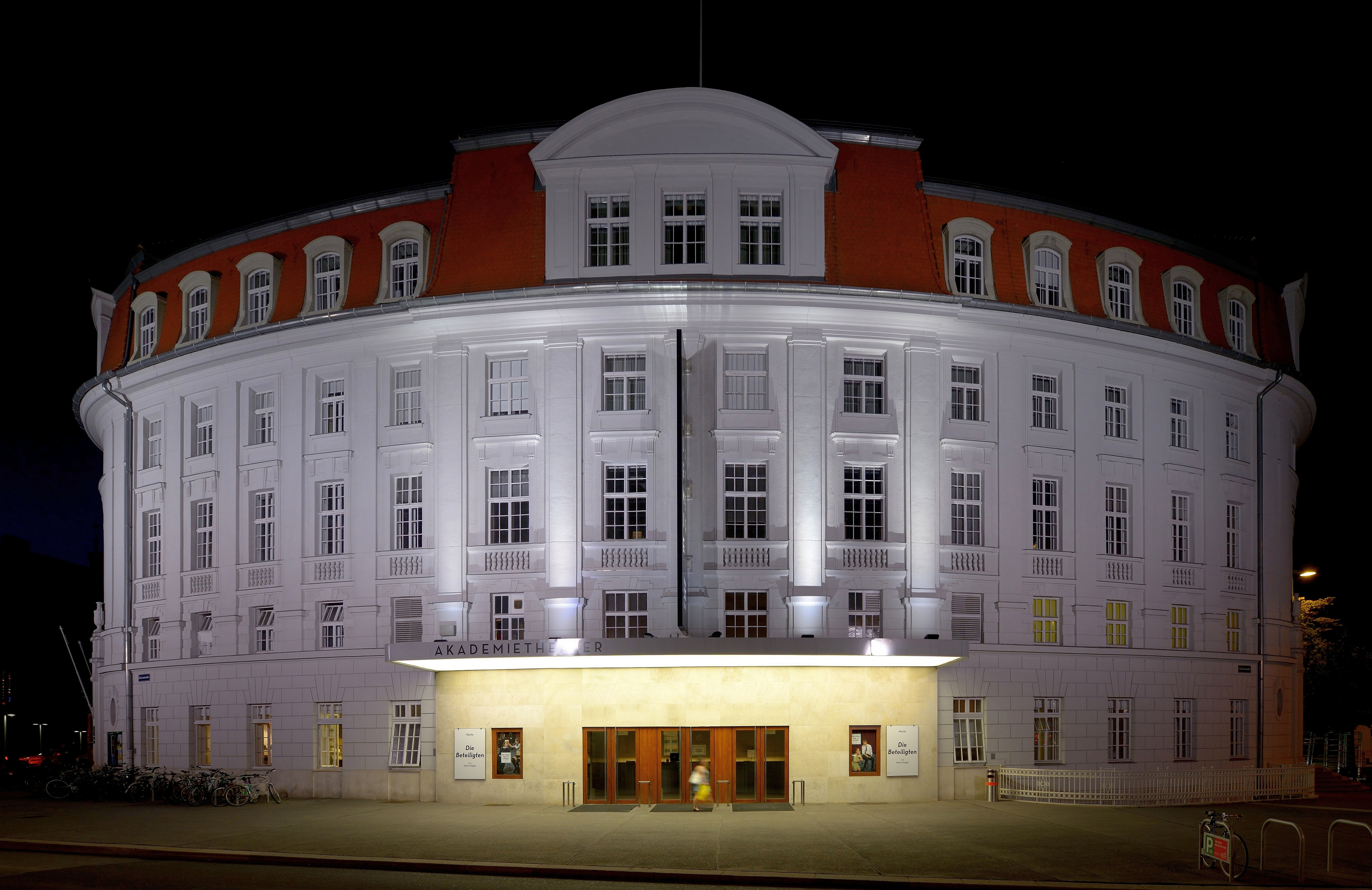
Akademietheater, Eingang Lisztstraße bei Nacht

Das Akademietheater in Wien ist die kleine Spielstätte des Wiener Burgtheaters.

## Geschichte
1911 bis 1913 wurde es von den Architekten Ludwig Baumann, Fellner und Helmer als Übungsbühne der Akademie für Musik und darstellende Kunst an der Lisztstraße 1 (3. Bezirk, Landstraße) erbaut. Das Gebäude des Theaters und der Akademie wurde von der Wiener Konzerthausgesellschaft errichtet, nach der Fertigstellung an den Staat übergeben und am 4. Februar 1914 mit Giuseppe Verdis Ein Maskenball eröffnet. Seit 1922 wird es vom Burgtheater als Kammerspielbühne genutzt. Es hat 500 Sitzplätze, 32 Stehplätze und 4 Rollstuhlplätze. Der Zuschauerraum wurde 1939 und 1975 verändert.

## Aufführungen

Sitzplan, 1975

Im Akademietheater werden vor allem zeitgenössische Stücke gespielt, was das Theater besonders für jüngeres Publikum als beim Burgtheater attraktiv macht. Insbesondere Werke des zurzeit meistgespielten Gegenwartsdramatikers Deutschlands, Roland Schimmelpfennig, werden hier aufgeführt, teils auch als Uraufführungen, was die Bedeutung dieser Bühne für den deutschen Sprachraum verdeutlicht.
Unter anderem diente das Theater auch als Bühne für folgende Uraufführungen:
- Alexander Steinbrecher: Brillanten aus Wien (Operette), 1943
- Ferdinand Bruckner: Fährten, am 8. Mai 1948
- Thomas Vinterberg: Die Kommune am 10. September 2011.
- Ewald Palmetshofer: <räuber. schuldengenital>, Regie: Stephan Kimmig am 20. Dezember 2012

## Nestroy-Theaterpreis
Das Akademietheater ist mit seinen Produktionen seit 2000 eines der erfolgreichsten Theater beim Nestroy-Theaterpreis.
| Nestroy-Theaterpreis | 2000 | 2001 | 2002 | 2003 | 2004 | 2005 | 2006 | 2007 | 2008 | 2009 | 2010 | 2011 | 2012 | 2013 | 2014 | 2015 | 2016 | 2017 | 2018 |
| Nominierungen/Siege  | 5/3  | 9/4  | 1/0  | 4/0  | 7/2  | 2/0  | 8/3  | 1/1  | 8/1  | 3/3  | 8/5  | 2/1  | 5/3  | 4/1  | 1/0  | 10/7 | 8/   | 5/   | 10/5 |